# 謝烏-奧多爾海伊鄉
47°09′N 24°19′E / 47.150°N 24.317°E
謝烏-奧多爾海伊鄉（羅馬尼亞語：Comuna Șieu-Odorhei, Bistrița-Năsăud），是羅馬尼亞的鄉份，位於該國西北部，由比斯特里察-訥瑟烏德縣負責管轄，面積51平方公里，海拔高度280米，2007年人口2,609，人口密度每平方公里51人。